# Unsere Liebe Frau (Gauting)

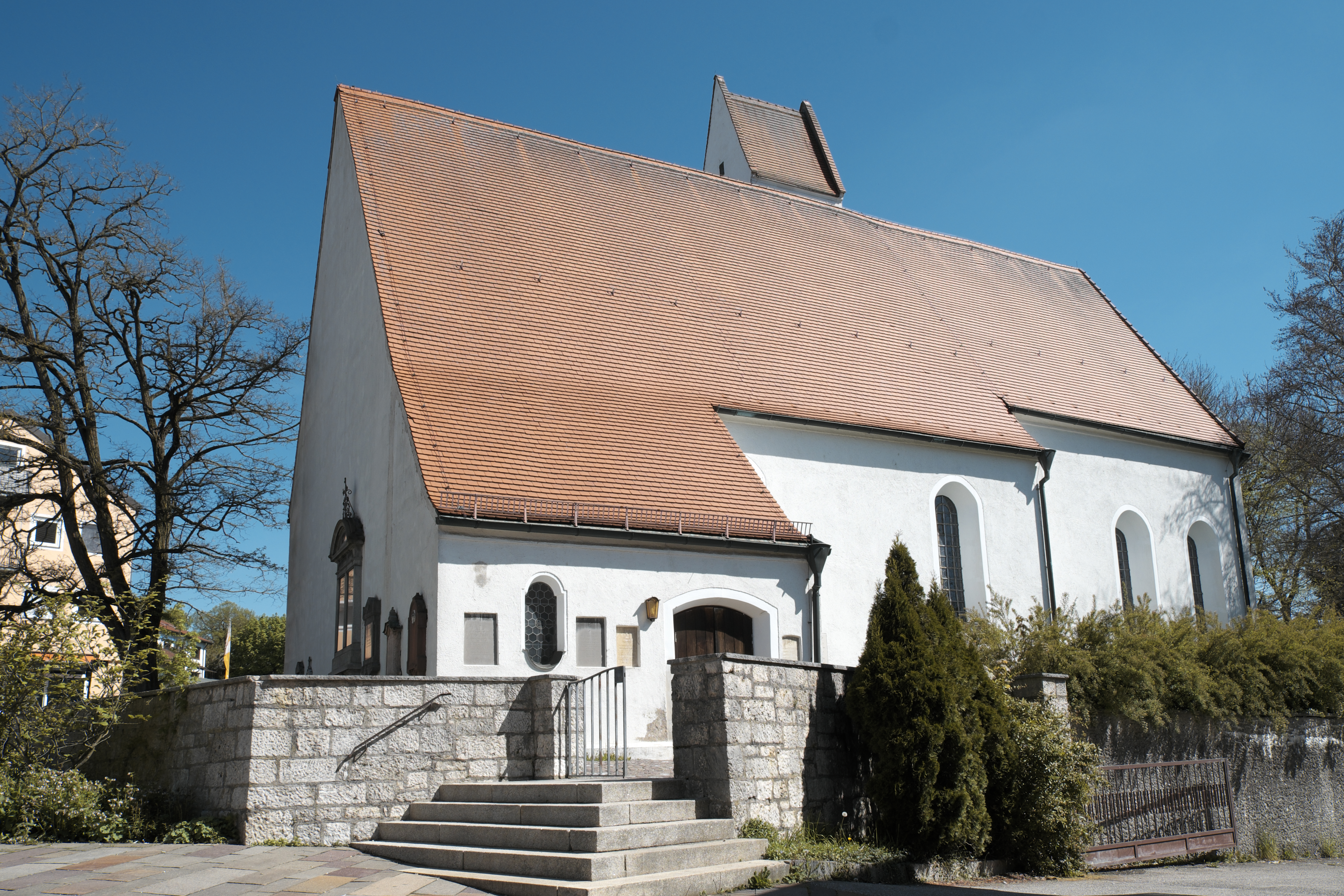
Filialkirche Unsere Liebe Frau

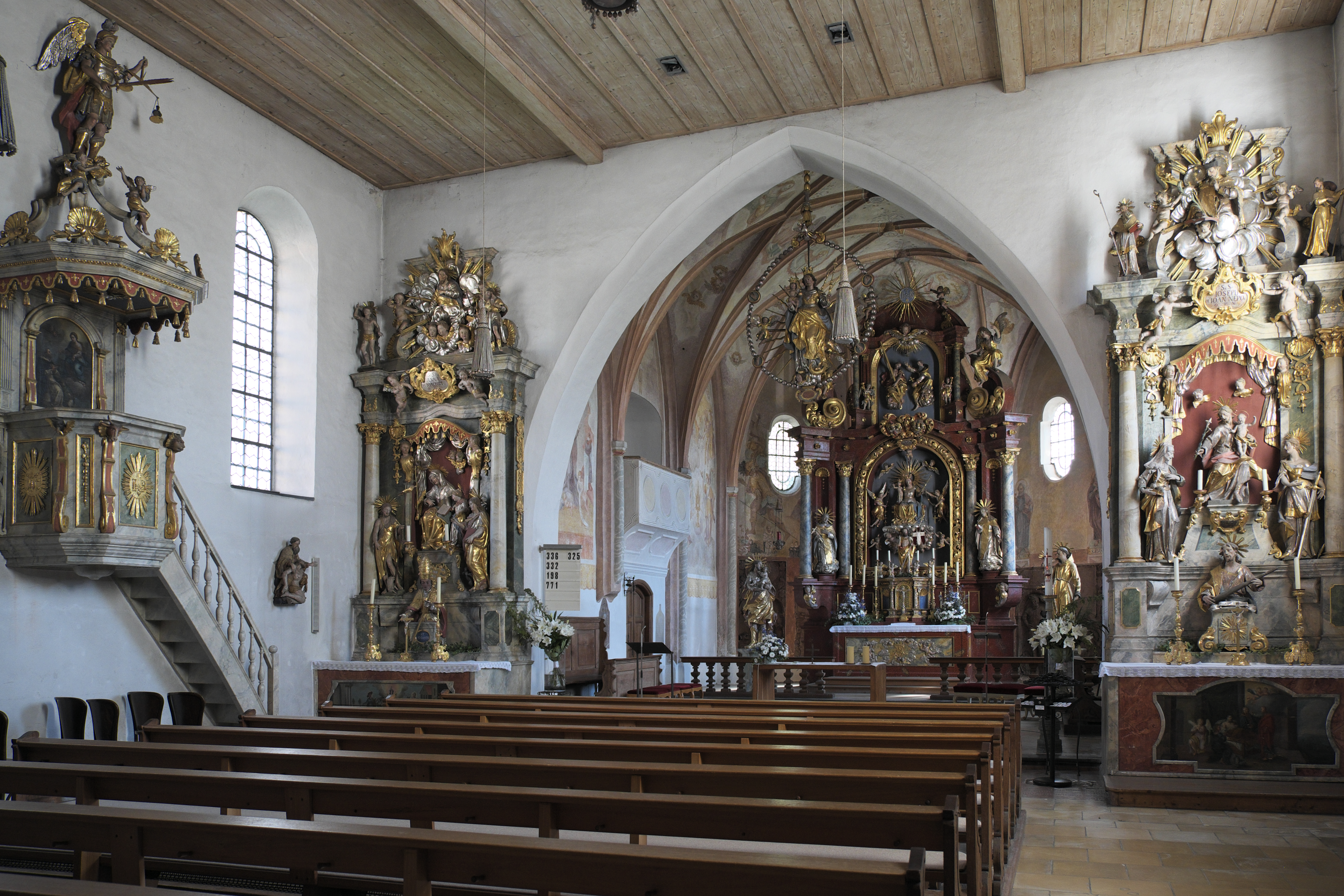
Innenraum

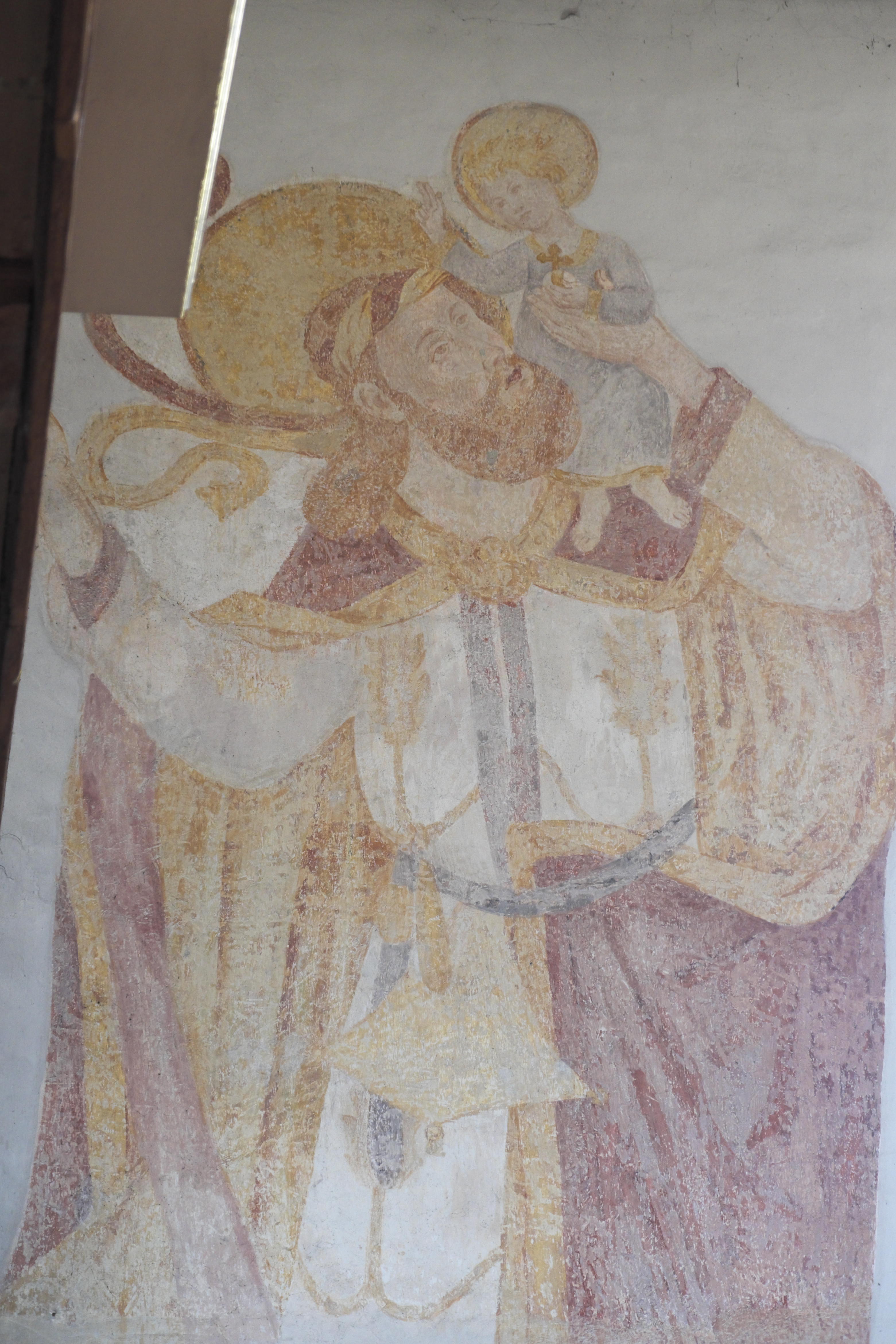
Heiliger Christophorus

Die römisch-katholische Filial- und ehemalige Wallfahrtskirche Unsere Liebe Frau (auch obere Kirche genannt) in Gauting, einer Gemeinde im oberbayerischen Landkreis Starnberg, wurde im 15. Jahrhundert begonnen, das Langhaus wurde im 18. Jahrhundert erweitert. In der Kirche sind Fresken aus dem 15. Jahrhundert und aus der Zeit der Renaissance und des Frühbarock erhalten. Das Gebäude steht auf der Liste der geschützten Baudenkmäler in Bayern.

## Geschichte
Die Gautinger Frauenkirche wurde an einer ehemaligen Römerstraße an der Stelle einer romanischen Vorgängerkirche erbaut. 1402 wurde die Kirche erstmals schriftlich erwähnt. Die heutige Kirche wurde bis 1489 fertiggestellt, wie das Steinmetzzeichen des Baumeisters Silvester Schöttl aus Holzkirchen im Bogen des östlichen Chorfensters und die Jahreszahl 1489 belegen. Der untere Teil des Turms stammt noch aus dem im 12. bis 14. Jahrhundert errichteten Vorgängerbau, der 1422 während des Bayerischen Krieges (Milchkrieg) durch Herzog Ludwig VII. zerstört wurde.

## Architektur
Im nördlichen Chorwinkel erhebt sich der ungegliederte, mit einem Satteldach gedeckte Glockenturm, der an seiner Nord- und Südseite von je zwei spitzbogigen Klangarkaden durchbrochen wird und der in seinem Erdgeschoss noch romanische Bausubstanz aufweist. Die Westfassade ist fensterlos. Der Eingang befindet sich in dem an der Südseite angebauten Vorzeichen. Das Langhaus, ein breiter, flach gedeckter Saalbau, ist in zwei Achsen gegliedert. Es öffnet sich durch einen weiten Spitzbogen zum eingezogenen, dreiseitig geschlossenen Chor. Der Chor ist dreijochig und wird von einem auf Diensten aufliegenden Netzgewölbe gedeckt, das im Scheitel eine fortlaufende Reihe von Rauten bildet.

## Fresken
Im Zuge einer umfangreichen Restaurierung in den Jahren 1961/62 wurden im Chor Fresken aus der Zeit der Renaissance und des Frühbarock wieder freigelegt. Die Szenen aus dem Marienleben an den Wänden und den Gewölbezwickeln im Chor stammen aus der Zeit um 1600. An der nördlichen Langhauswand, vor der Empore, ist eine monumentale, fast vier Meter hohe Christophorusdarstellung erhalten, die in die Entstehungszeit der Kirche datiert wird. 

## Ausstattung

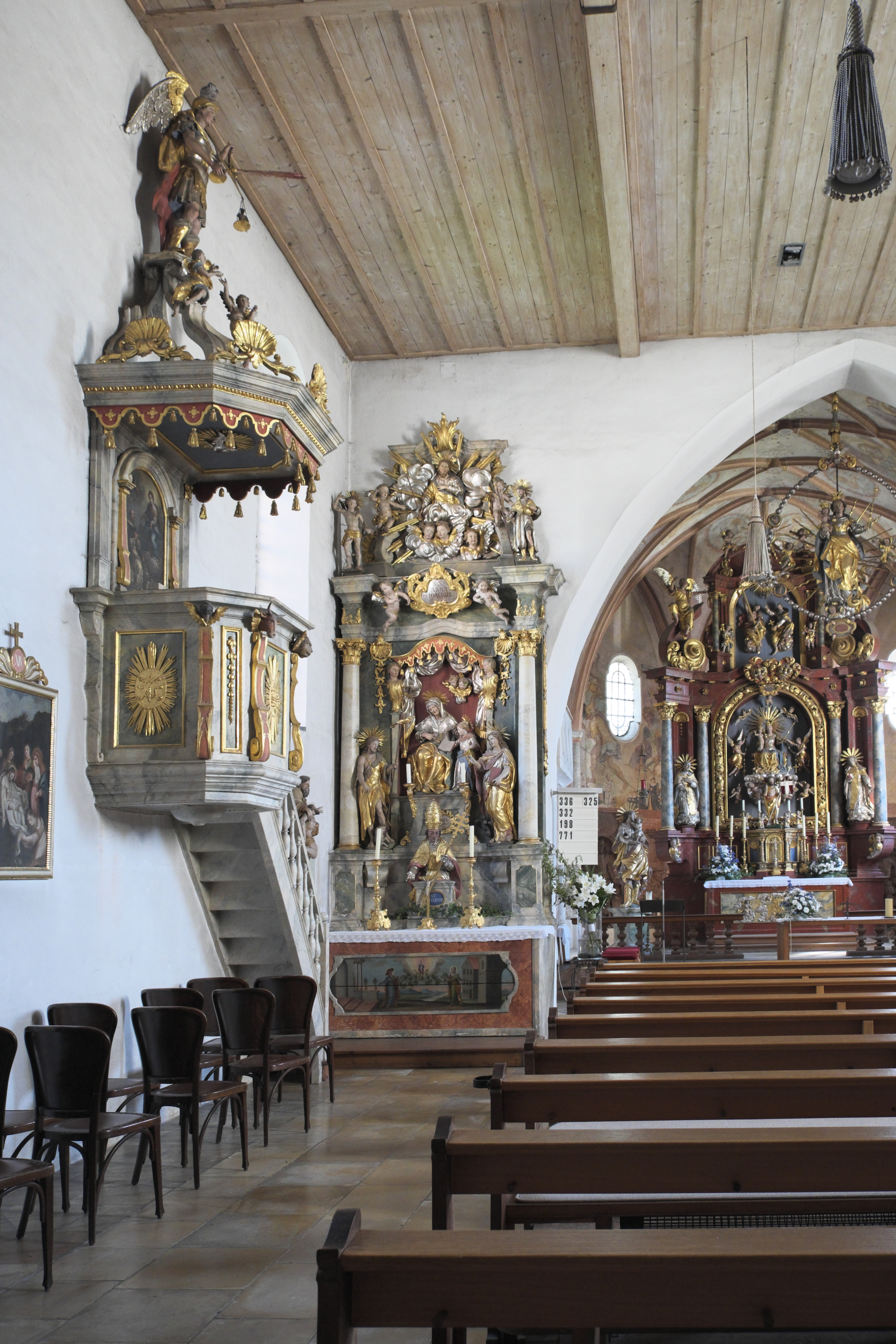
Kanzel mit Erzengel Michael

- In den Hochaltar von 1683 ist das Gnadenbild einer thronenden Muttergottes mit Zepter und Jesuskind, einer Schnitzfigur aus der Zeit um 1480, integriert; links ist der heilige Dominikus dargestellt, rechts die heilige Katharina von Siena und im Altarauszug die Dreifaltigkeit. Seitlich des Altars stehen die Figuren des heiligen Joseph (links) und des heiligen Antonius von Padua (rechts), die beide das Jesuskind in den Armen halten.
- Der nördliche Seitenaltar wurde 1743 von Johann Georg Greiff als Ersatz für den drei Jahre zuvor abgebrannten Annenaltar von 1682 ausgeführt. In der Mitte ist die Unterweisung Mariens durch die heilige Anna dargestellt, links steht Johannes der Täufer mit einem Fell bekleidet und einem Lamm zu seinen Füßen, rechts der Evangelist Johannes mit seinem Attribut, dem Adler. Im Auszug schwebt der heilige Joachim, Annas Ehemann und Marias Vater, flankiert von den Pestheiligen Sebastian und Rochus von Montpellier. Auf der Mensa steht die Büste des Papstes Silvester I. Das Gemälde am Antependium mit der Darstellung der Vermählung von Anna und Joachim stammt vermutlich noch vom Vorgängeraltar und wurde von Josef Dersch ausgeführt.
- Der südlichen Seitenaltar wurde nach der Fertigstellung des nördlichen Seitenaltars mit ähnlichem Aufbau um 1745 in der Werkstatt von Johann Baptist Straub angefertigt. Im Zentrum des Altars ist der heilige Joseph mit dem Jesuskind dargestellt, seitlich stehen die heilige Anna (links) mit einem Buch in der Hand, auf dem zwei Tauben sitzen, und die heilige Barbara (rechts), die an ihren Attributen, dem Kelch und dem Schwert, zu erkennen ist. Im Altarauszug schwebt Johannes Nepomuk, die beiden kleineren Figuren sind der heilige Benedikt, der Schutzpatron der Gautinger Pfarrkirche, und der Apostel Jakobus der Ältere, der durch seine Umhängetasche, Pilgerhut und -stab als Pilger gekennzeichnet ist. Die Büste auf der Mensa stellt den Apostel Judas Thaddäus dar.
- Unter dem Chorbogen hängt, von einem Rosenkranz umgeben, eine Mondsichelmadonna aus der Zeit um 1660, ein Spätwerk von Georg Wunderl aus Wolfratshausen. Oben am Rosenkranz ist die Taube des Heiligen Geistes angebracht, auf den Tondi sind die Hände und Füße des Gekreuzigten dargestellt.
- Die Kanzel stammt aus der gleichen Zeit wie die Seitenaltäre. Den Schalldeckel bekrönt eine Figur des Erzengels Michael, der die Seelen der Auferstandenen wiegt. Der Kanzelkorb ist mit den Evangelistensymbolen versehen.
- An der nördlichen Langhauswand, neben dem Aufgang zur Kanzel, ist ein barocker, holzgeschnitzter Gnadenstuhl (ohne Heiliggeisttaube) angebracht, der aus dem Nachlass einer Gautinger Familie stammt.
- In den Wänden des Chors sind die Rotmarmorgrabsteine aus dem 16. und 17. Jahrhundert der Familie Dichtl von Dutzing zu Fußperg, der ehemaligen Hofmarksherren, eingemauert.

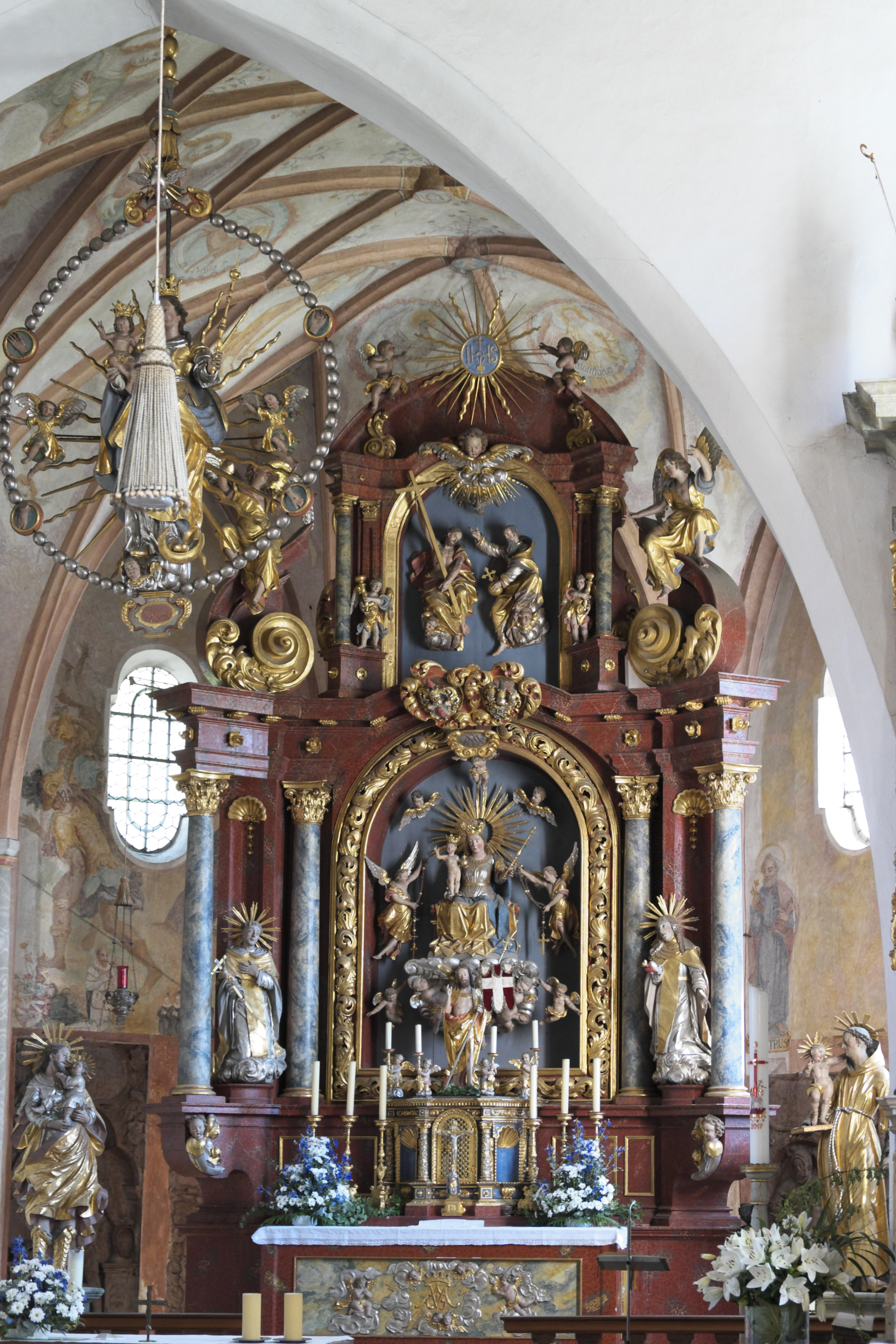
Hochaltar
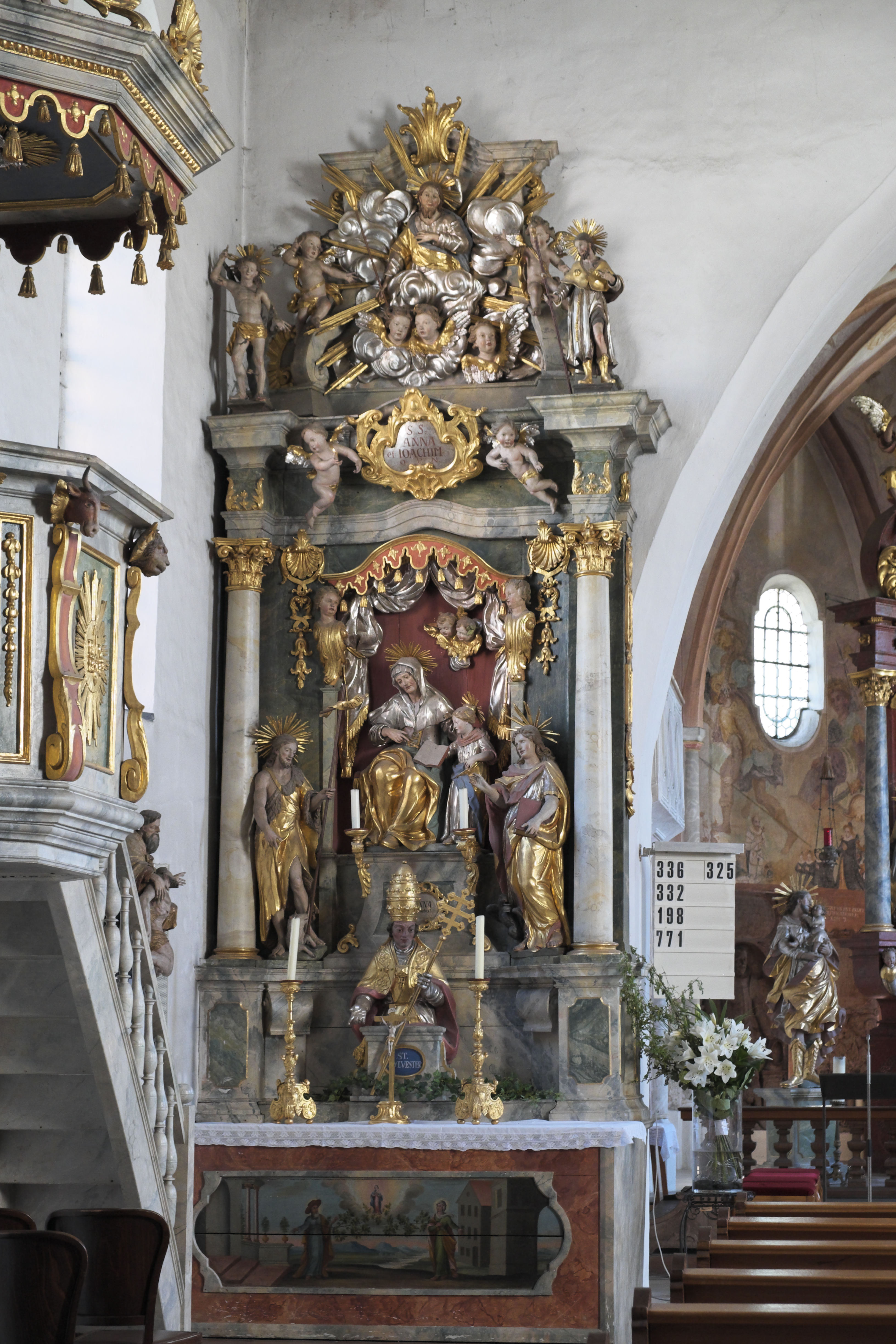
Linker Seitenaltar
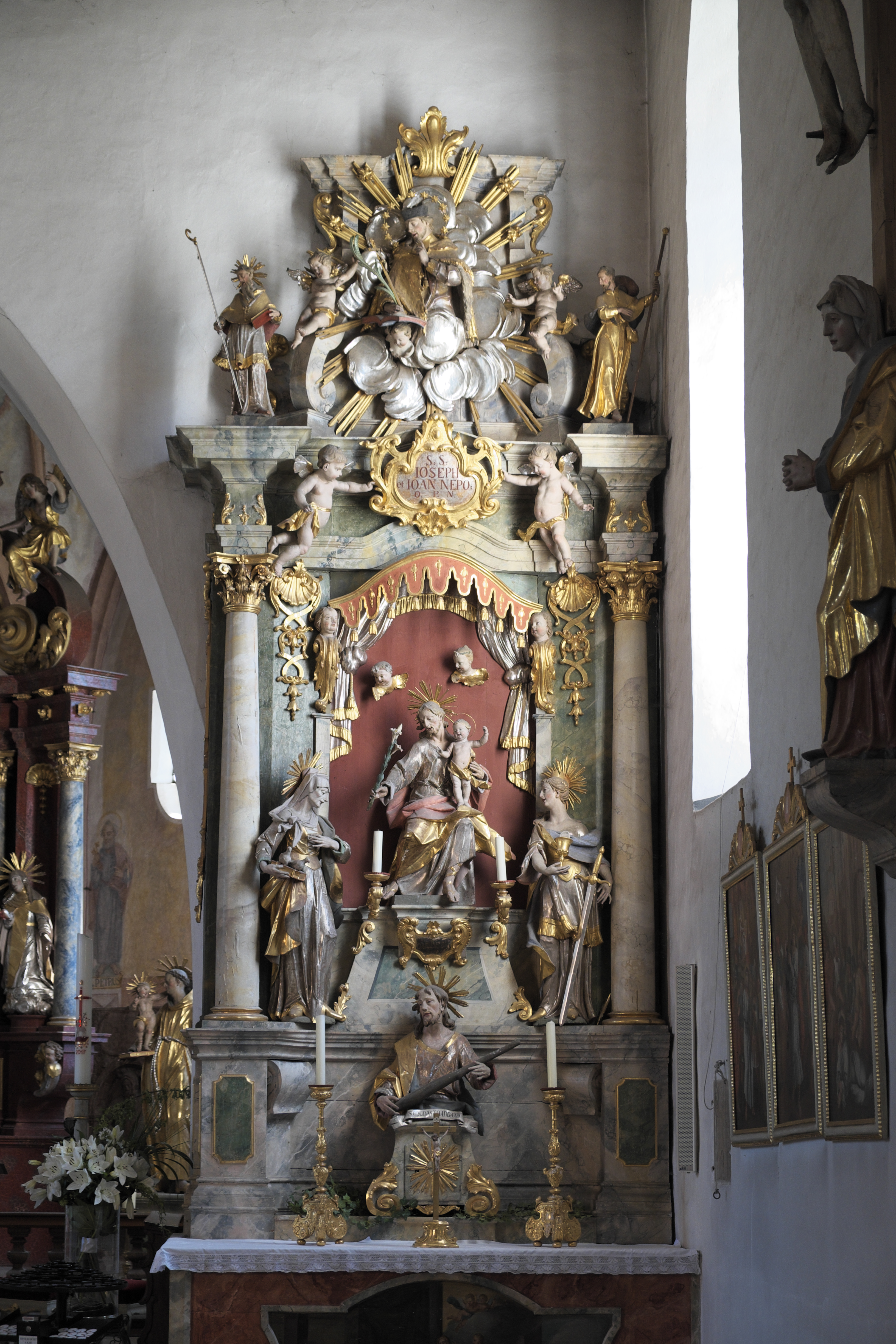
Rechter Seitenaltar
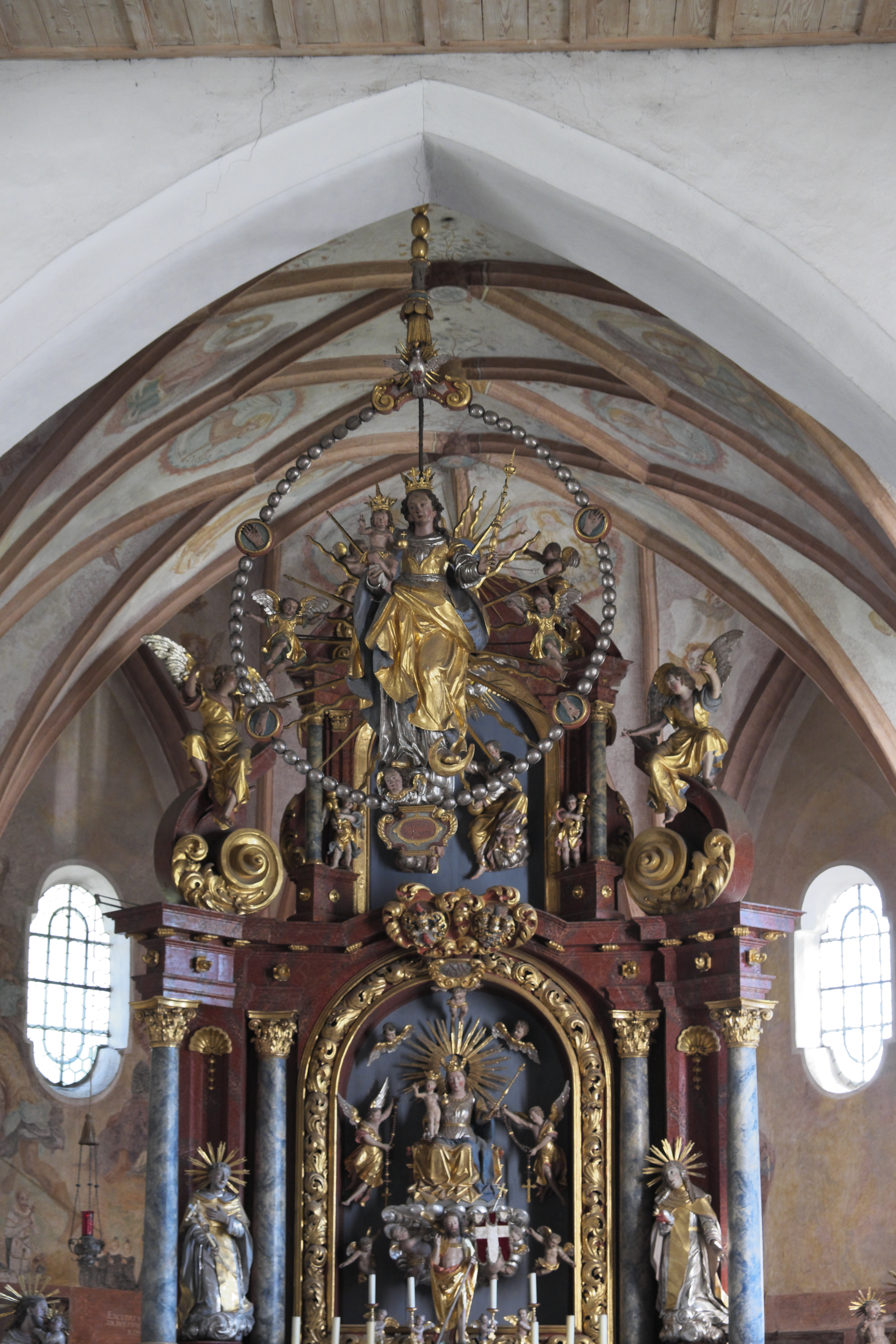
Mondsichelmadonna